# 化製處理
化製處理是是將動物屍體或廢棄屠體、內臟、皮、骨或蹄等經由加工處理，分解成油脂及蛋白質等可再利用之資源。在動物傳染病防治條例細則定義以動物屍體、廢棄屠體及其內臟、皮、血液、骨與蹄等為原料，經加工化製為肥料、飼料、皮革、膠及工業用油脂等之場所為化製場

## 處理過程
經過稱重，紀錄動物屍體重量，然後卸至原料區集中，此後原料再進行切絞碎處理，減小物料粒徑，切絞碎粒徑在100mm以下，以利後續加工處理，於切絞碎後經高溫蒸煮製成肉骨粉半成品，蒸煮作業為批次處理，一批最大處理量為15噸，蒸煮作業溫度為140-180℃，壓力7kg/cm2以下，連續蒸煮13~15小時，主要為殺菌及去除水分，國外化製場之滅菌處理，如丹麥德卡公司化製廠之化製原料滅菌處理，其作業溫度133℃以上，壓力3bar(3.059kg/cm2)，且至少滅菌20分鐘以上，且肉骨粉顆粒尺寸不能超過50mm(蘇，2007)。在蒸煮後之粗料再經過翻炒攪拌，其作業溫度為95-105℃，將粗料中的油脂軟化為液態，然後進行油骨分離，蒸煮後之粗料溫度約為100℃，可直接進行油骨分離，但因蒸煮批次作業最大量為15噸，油骨分離無法快速處理完15噸之粗料，因而在等待油骨分離作業時，粗料溫度下降，所以在油骨分離前需再進行加熱翻炒攪拌，將粗料中的油脂軟化。在油骨分離後產出油與油渣及肉骨粉半成品，油與油渣再經過過濾，過濾後之油送至貯油槽貯存，最後裝桶出廠，販售給下游業者作為飼料用油或肥皂用油。過濾後之油渣則再回到油骨分離進行分離。肉骨粉半成品(肉骨餅)則經過粉碎細碎，然後裝袋包裝再出廠，販售給下游業者作為飼料原料或肥料原料。

## 優點
將動物屍體或廢棄屠體、內臟、皮、骨或蹄等未利用之資源經過加工處理變為可利用之資源，可達到農業永續經營之目標，較掩埋及焚化法之處理方式為佳
1. ↑  . 公務出國報告資訊網.   [2017-02-22]. （原始内容存档于2017-02-23）.